# Wetsteen

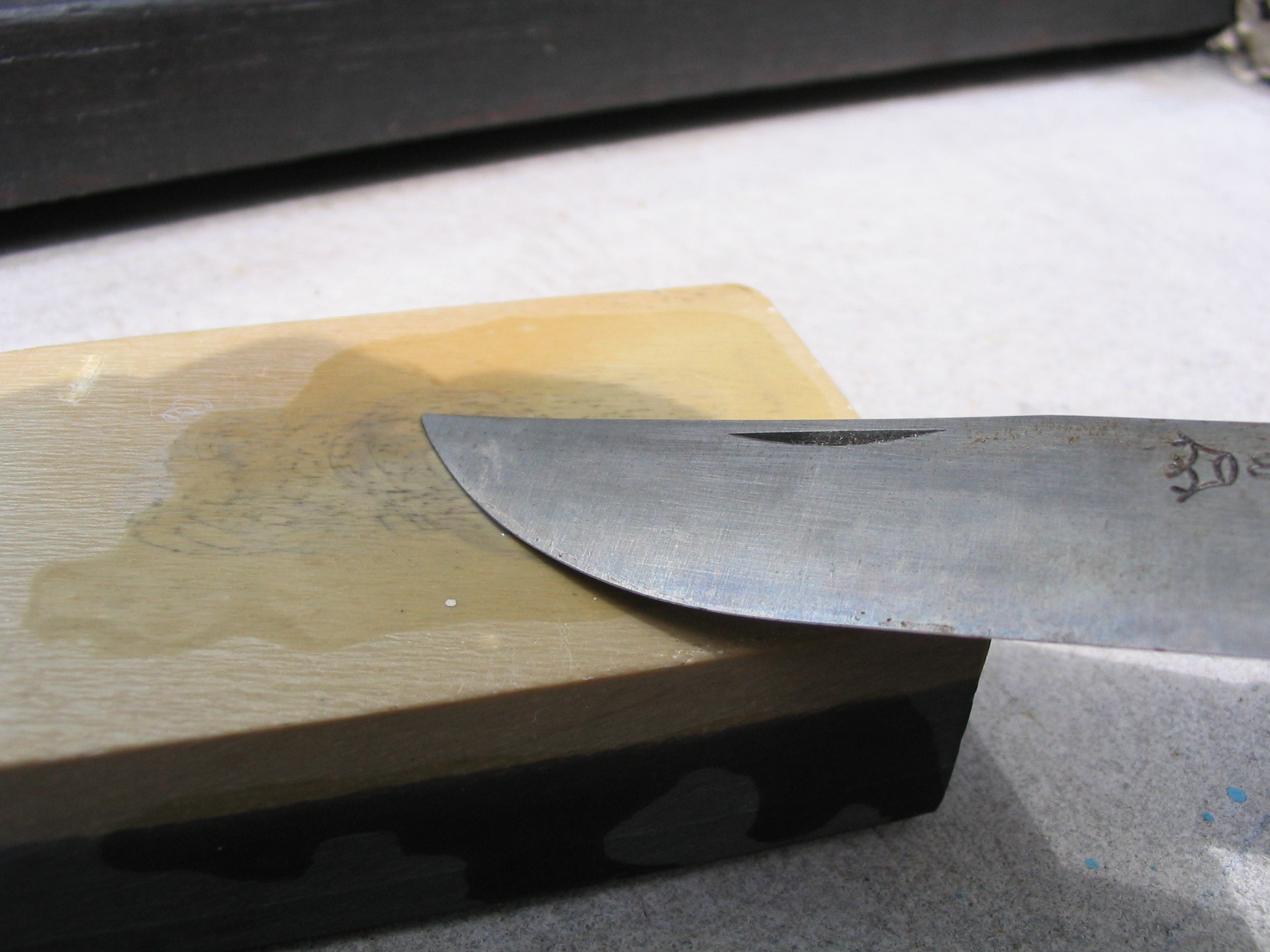
Wetsteen (coticule); natuur

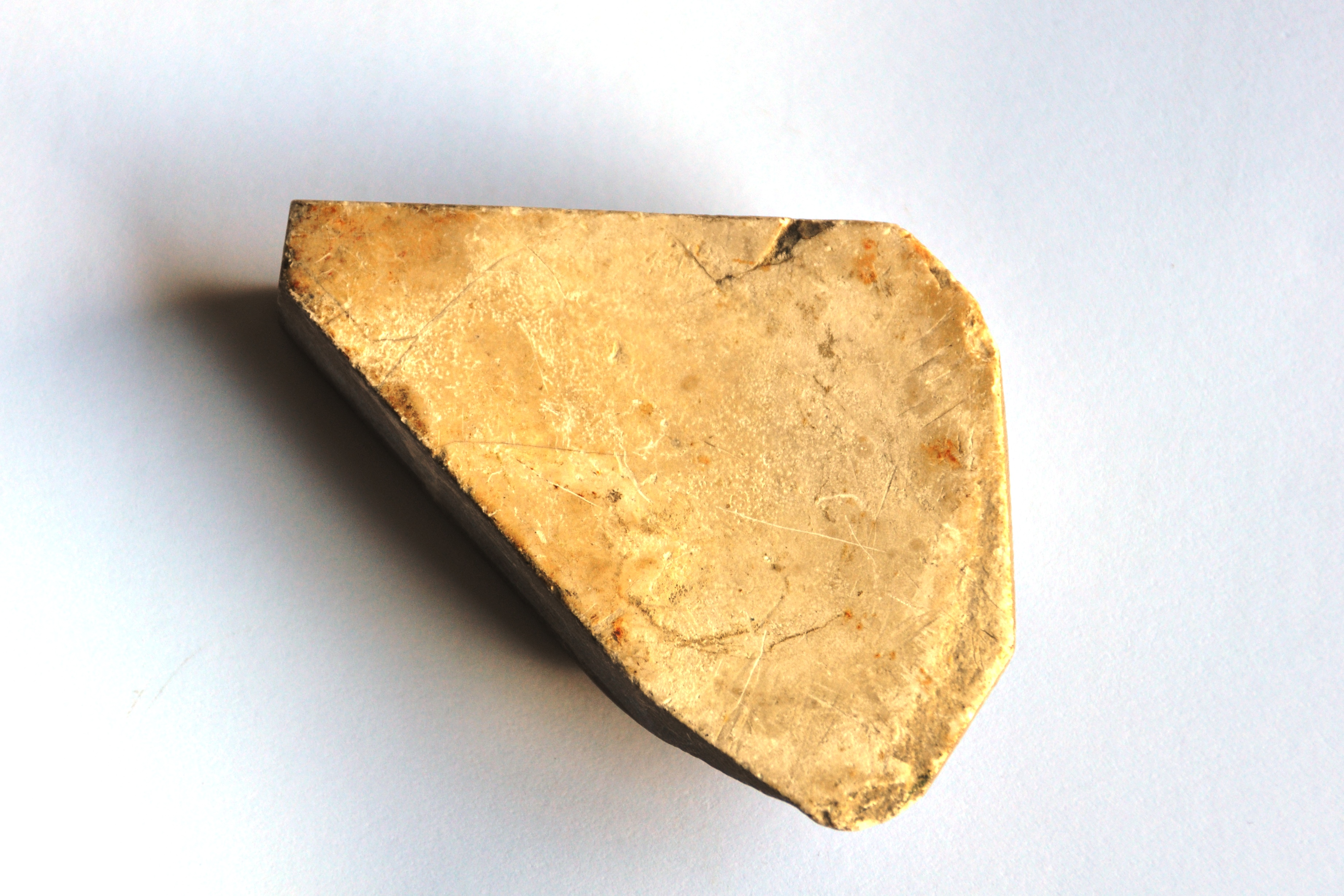
anders gevormde wetsteen

Een wetsteen is een steen die gebruikt wordt om houtbeitels of ander snijdend gereedschap na het slijpen verder te bewerken, namelijk om ze te scherpen. Wetstenen bestaan er in allerlei vormen en maten.
Dit wetten gebeurt meestal met meerdere stenen, van opvolgende fijnheid, zodat steeds verder gepolijst wordt. Als smeermiddel wordt meestal water, speeksel of een of andere olie gebruikt.

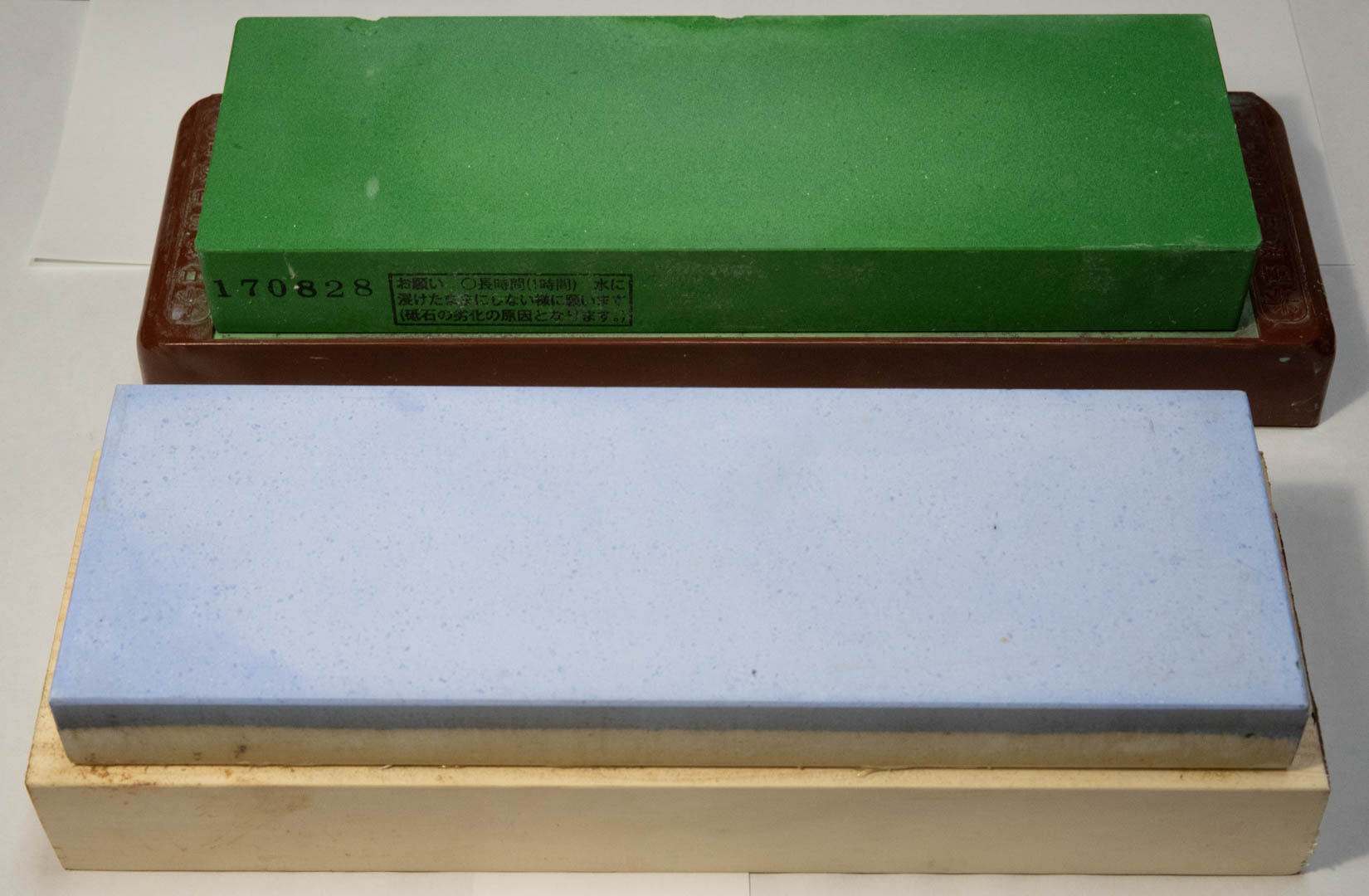
Wetstenen; synthetisch

Er bestaan zowel natuurlijke als synthetische wetstenen. Synthetische wetstenen worden vaak uit twee lagen gemaakt: een grove korrel en een fijnere korrel. Over het algemeen zijn synthetische stenen grover dan natuurlijke, en wordt voor het vlijmscherp afwerken een natuurlijke steen gebruikt. Er komen wel steeds meer fijne synthetische stenen op de markt.
Natuurlijke wetstenen werden, en worden, onder andere gewonnen in Arkansas (USA), Vielsalm (België), Leicestershire (UK) en Japan. De Belgische wetsteen heet Coticule en bevat tot 42% granaat korrels.  
Als alternatief voor een wetsteen wordt tegenwoordig ook wel een met diamantpoeder gemaakt gereedschap gebruikt.

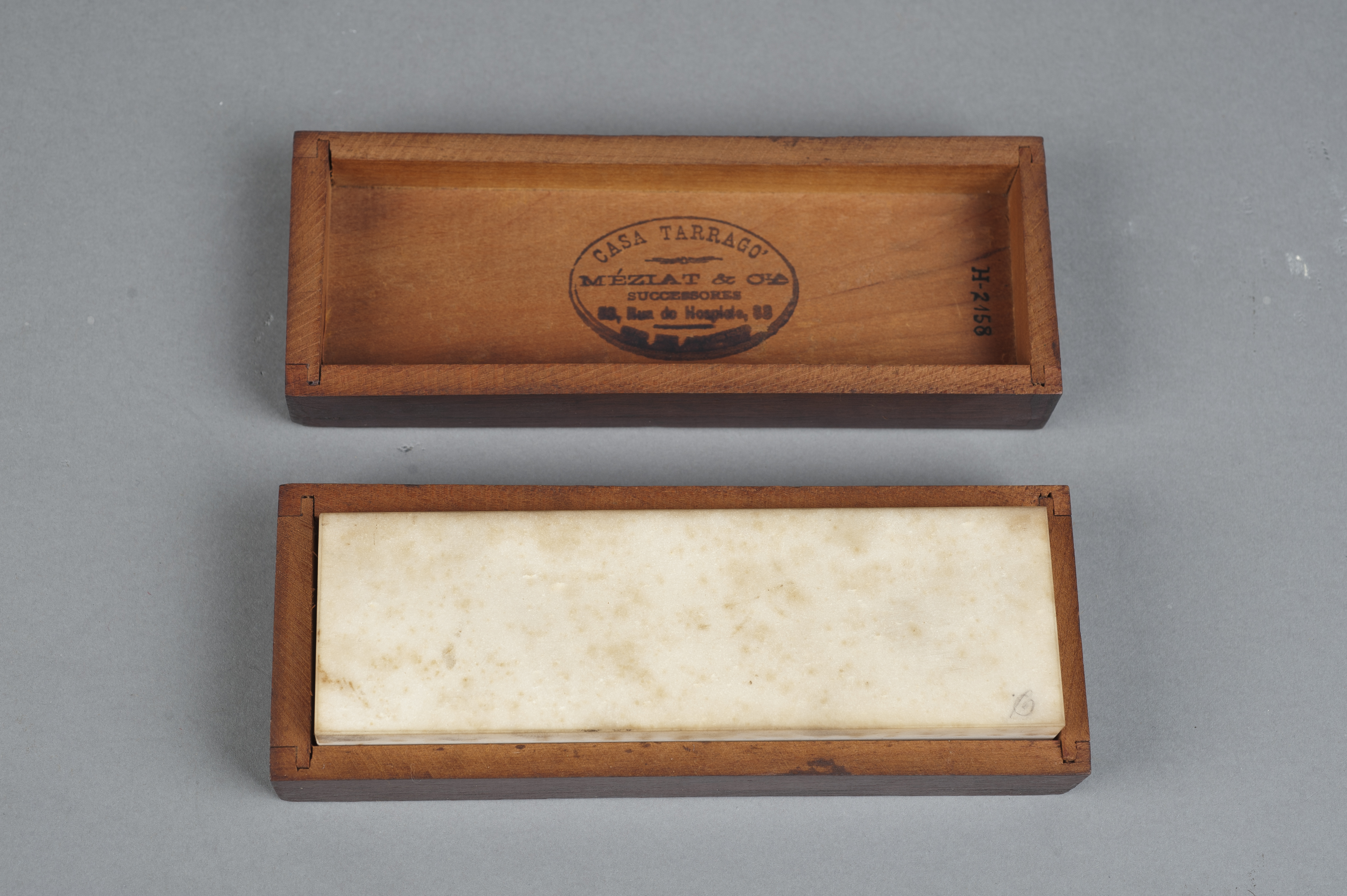
wetsteen in kistje